# Stylophora (género)

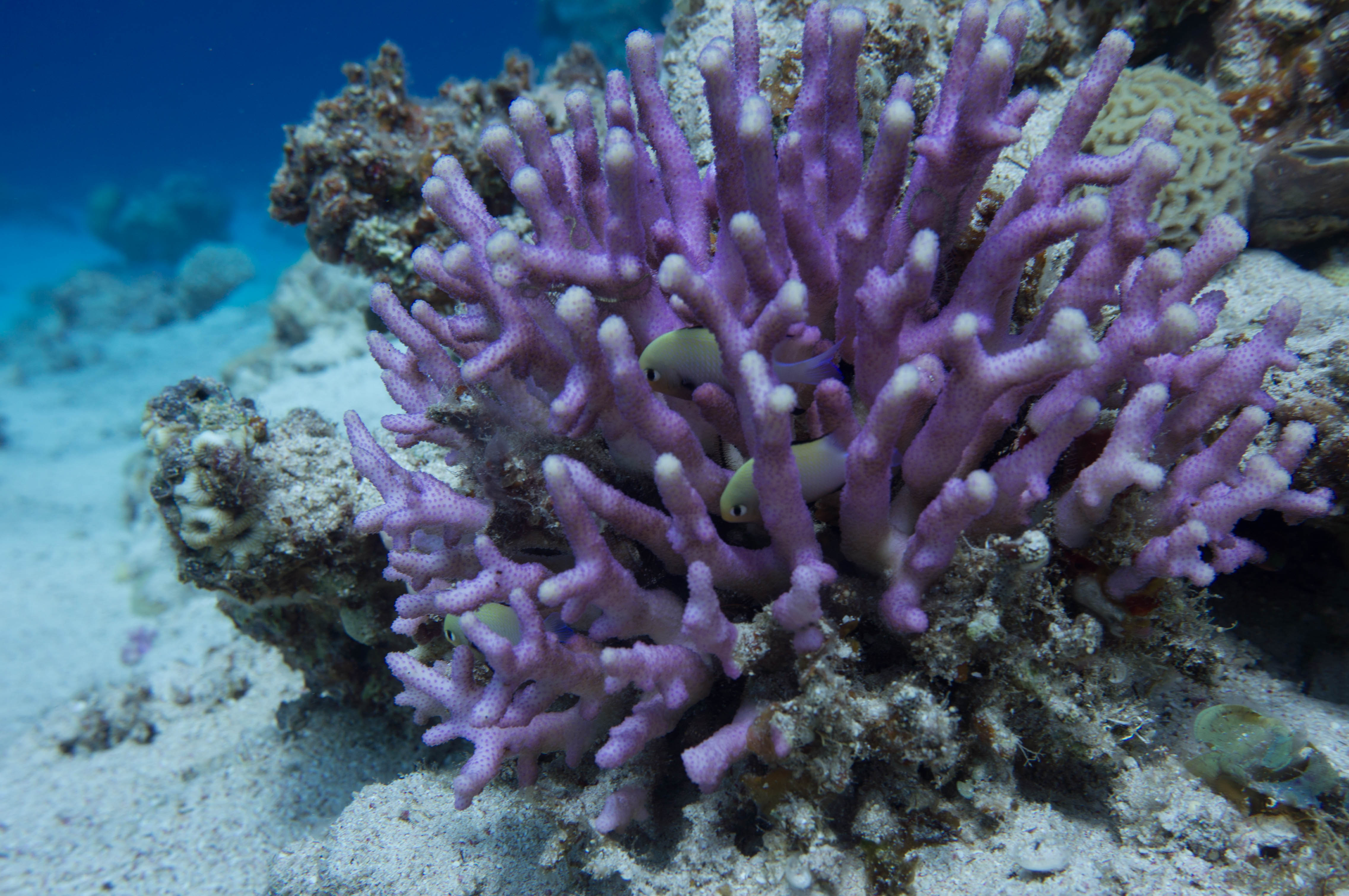
Stylophora subseriata en el mar Rojo, 2014

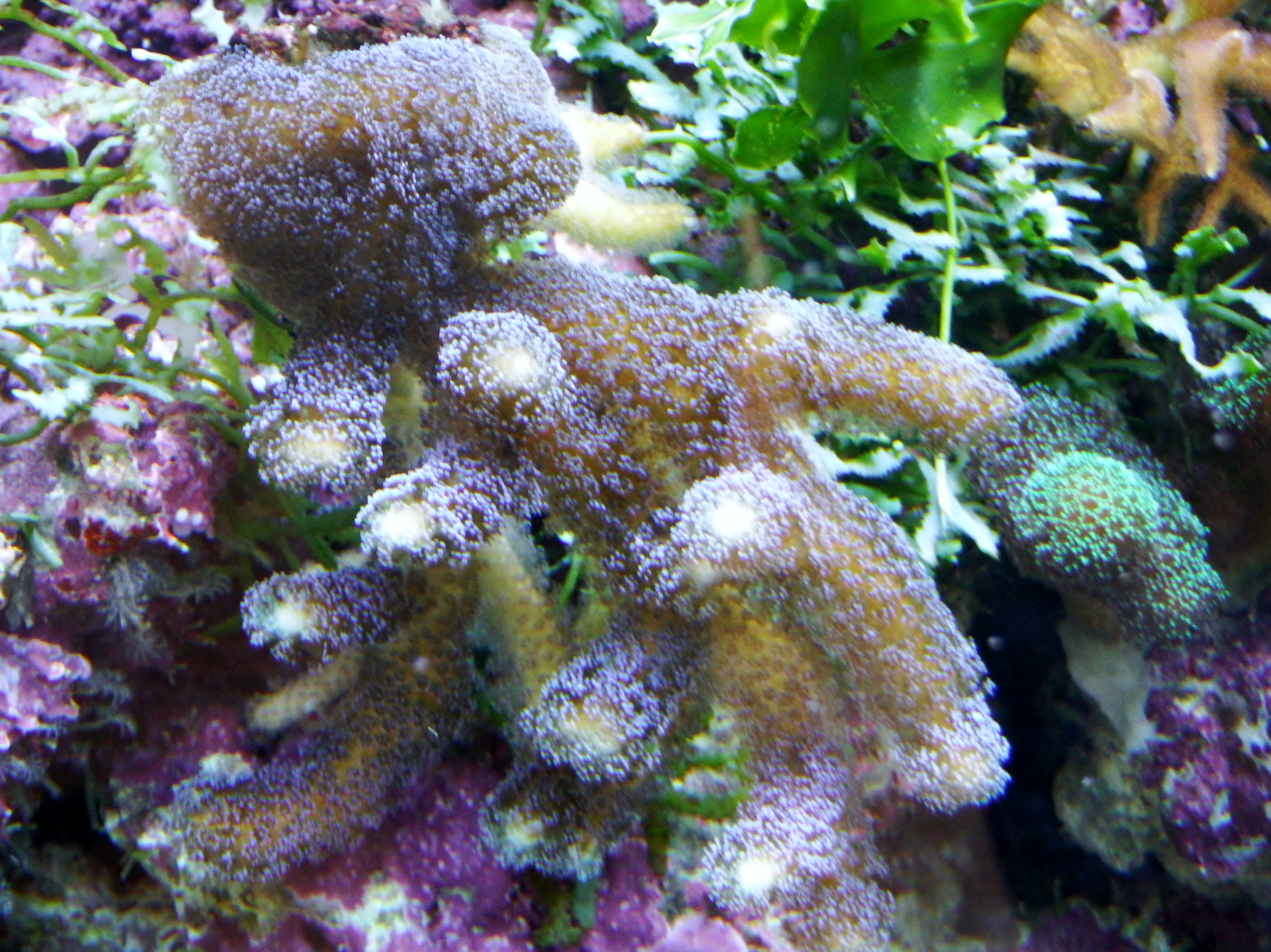
Stylophora pistillata, coloración "milka", en acuario de arrecife, a la derecha colonia verde, arriba derecha Seriatopora hystrix

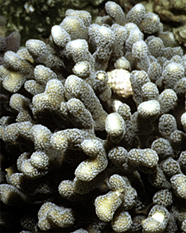
Colonia de Stylophora sp

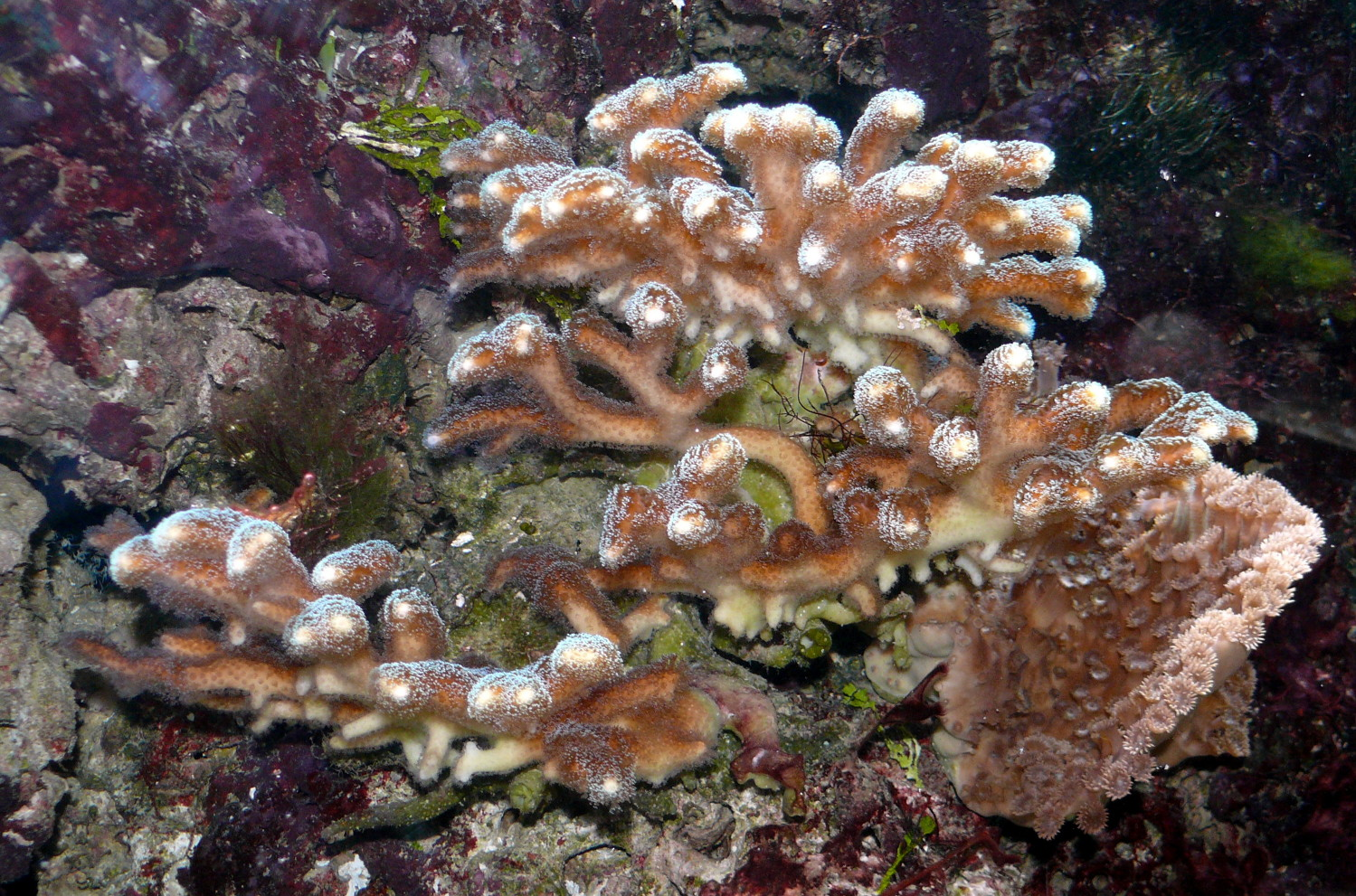
Stylophora pistillata

Stylophora es un género de corales de la familia Pocilloporidae, que pertenece al grupo de los corales duros, orden Scleractinia. 
Tras la muerte del coral, su esqueleto contribuye a la generación de nuevos arrecifes en la naturaleza, debido a que la acción del CO2 convierte muy lentamente su esqueleto en bicarbonato cálcico, sustancia ésta asimilable directamente por las colonias coralinas.

## Especies
El Registro Mundial de Especies Marinas acepta las siguientes especies en este género, de las que, en la mayoría de los casos, la UICN ha valorado su estado de conservación:
- Stylophora contorta Ley
- Stylophora danae Milne Edwards & Haime, 1850 Estado: Preocupación menor.
- Stylophora kuehlmanni Scheer & Pillai, 1983 Estado: Preocupación menor.
- Stylophora madagascarensis Veron, 2002. Estado: Amenazada A4c.
- Stylophora mamillata Scheer & Pillai, 1983. Estado: Preocupación menor.
- Stylophora pistillata Esper, 1797. Estado: Casi amenazada.
- Stylophora subseriata (Ehrenberg, 1834) Estado: Preocupación menor.
- Stylophora wellsi Scheer, 1964. Estado: Casi amenazada.

- Stylophora flabellata Quelch, 1886 (nomen dubium)

## Morfología
Las colonias son de forma arbustiva, frecuentemente redondeadas, con ramas cortas y gruesas, con las puntas romas. Las que habitan aguas más calmadas están más altamente ramificadas.
Los pólipos son muy pequeños y presentan unas células urticantes denominadas nematocistos, empleadas en la caza de presas microscópicas de plancton. Tiene "tentáculos barredores" que puede desplegar por las puntas de las ramas de la colonia, aunque más cortos, 2,5 cm, que en otros corales.
Su coloración varía según la especie y las condiciones ambientales de los especímenes. La gama de color varia del  marrón al verde, amarillo, rosa, crema, violáceo o azul. 
El esqueleto es poroso y ligero.

## Hábitat y distribución
Viven en arrecife de coral localizados en los mares tropicales, en zonas poco profundas, de 3 a 35 m, y bien iluminadas. Tanto en lagunas, como en laderas exteriores del arrecife, con fuertes oleajes, en dónde son más frecuentes.
Se distribuyen en el océano Índico, incluido el Mar Rojo y las costas orientales de África, hasta las costas NO y NE de Australia, desde Japón al norte, y en las islas del Pacífico central.

## Alimentación
Los pólipos contienen algas simbióticas llamadas zooxantelas. Las algas realizan la fotosíntesis produciendo oxígeno y azúcares, que son aprovechados por los pólipos, y se alimentan de los catabolitos del coral (especialmente fósforo y nitrógeno). Esto les proporciona entre el 75 y el 95% de sus necesidades alimenticias. El resto, lo obtienen atrapando plancton diminuto con sus minúsculos tentáculos, y absorbiendo materia orgánica disuelta en el agua.

## Reproducción
Los corales del orden Scleractinia se reproducen asexualmente mediante gemación, y, sexualmente, lanzando al exterior sus células sexuales. En este tipo de reproducción, la mayoría de los corales liberan óvulos y espermatozoides al agua, siendo por tanto la fecundación externa. No obstante, algunas especies mantienen el óvulo en su interior (cavidad gastrovascular) y es allí donde son fecundados. Los Stylophora son hermafroditas, y fecundan las larvas internamente, expulsándolas al atardecer a la columna de agua. Las larvas plánulas, una vez en el exterior, tras deambular por la columna de agua marina seis días, caen al fondo, se adhieren a él y comienzan su vida sésil. Suelen deambular  hasta que se adhieren a algún objeto, que no sólo puede ser el sustrato o una roca, como en la mayoría de los casos, sino que se adhieren también a embarcaciones, madera, etc., contribuyendo así a su amplia propagación.
Una vez ancladas, las larvas realizan la metamorfosis a la forma pólipo, secretando un esqueleto, o coralito, y formando la colonia mediante la división de los pólipos por gemación.

## Mantenimiento
Una luz alta satisfará a la mayoría de las colonias. Respecto a la corriente, deberá ser fuerte y alterna. 
Es una especie poco agresiva con otros corales. Su arma para conseguir espacio, en orden a atrapar luz, es su rápido crecimiento frente a otras especies.
Se debe adicionar micro plancton u otros preparados para animales filtradores, adaptados a sus pequeños pólipos.
Con independencia del resto de niveles  de los parámetros comunes del acuario marino: salinidad, calcio, magnesio, dureza, etc., hay que mantener los fosfatos a cero y los nitratos a menos de 20 ppm. Algunos autores, con independencia de adicionar oligoelementos (yodo, hierro, manganeso, etc.), recomiendan adicionar estroncio hasta mantener un nivel de 10 ppm.
Se recomienda cambios de agua semanales del 5% del volumen del acuario.